# Ореховці
Ореховці (словен. Orehovci) — поселення в общині Горня Радгона, Помурський регіон, Словенія. Висота над рівнем моря: 227,2 м.